# پارک ملی نیژنیایا کاما
پارک ملی نیژنیایا کاما (انگلیسی: Nizhnyaya Kama National Park) یک پارک ملی حفاظت‌شده در استان تاتارستان کشور روسیه است.